# Puchar Białorusi w hokeju na lodzie
Puchar Białorusi w hokeju na lodzie (błr. Кубок Беларуси / Кубок РБ - Puchar RB Republiki Białorusi, od 2013 Puchar Rusłana Saleja błr. Кубок Руслана Салея) – cykliczne, krajowe rozgrywki klubowe w hokeju na lodzie na Białorusi.

## Historia
Pierwsza edycja Pucharu Białorusi została zorganizowana w sezonie 2001/2002. W 2004 roku przeprowadzono dwie edycje (w maju i sierpniu). W turnieju biorą udział drużyn grające w Ekstralidze białoruskiej. W turnieju nie uczestniczy drużyna Dynama Mińsk uczestnicząca w rozgrywkach KHL. W sezonie 2012/2013 nie uczestniczyła drużyna Junost' Mińsk grająca w WHL. W kwietniu 2013 postanowiono, że trofeum będzie nosić nazwę Rusłana Saleja, wybitnego białoruskiego hokeisty.

## Triumfatorzy
- 2001/2002: HK Kieramin Mińsk
- 2002/2003: HK Homel
- 2003/2004: HK Homel
- 2004: Junost' Mińsk
- 2004/2005: Dynama Mińsk
- 2005/2006: Dynama Mińsk
- 2006/2007: HK Homel
- 2007/2008: HK Kieramin Mińsk
- 2008/2009: Junost' Mińsk
- 2009/2010: Junost' Mińsk
- 2010/2011: Mietałłurg Żłobin
- 2011/2012: HK Homel
- 2012/2013: HK Homel
- 2013/2014: Junost' Mińsk
- 2014/2015: HK Nioman Grodno
- 2015/2016: Junost' Mińsk
- 2016/2017: HK Nioman Grodno[2][3]
- 2017/2018: HK Homel
- 2018/2019: HK Nioman Grodno
- 2019/2020: Junost' Mińsk
- 2020/2021: Dynama Mińsk
- 2021/2022: Dynama Mińsk[4]